# Дана Гарсия
Дана Мария Гарсия Осуна (на испански: Danna María García Osuna) е колумбийска актриса и певица, станала известна с участията си в латиноамерикански теленовели.

## Биография
Родена е на 4 февруари 1978 г. в град Меделин, Колумбия, Дана започва актьорската си кариера още на 4-годишна възраст, като се снима в реклами и телевизионни предавания. През 1994 г. заедно със сестра си Клаудия и още няколко момичета създава музикалната група „Café Moreno“ и записва албума „Momposino“, станал три пъти платинен. През същата година тя изиграва първата си голяма роля в телевизионната новела „Кафе с аромат на жена“. Въпреки успехите си в музиката, Дана избира актьорството. Снима се в много латиноамерикански сериали, като най-запомнящите се от тях са: „Трима братя, три сестри“, „Изпитание на любовта“, „Разбито сърце“, „Жестока любов“ (1998) и „Предателство“.
Специализира една година в Съединените щати. Първата си важна роля изиграва на 15-годишна възраст в големия хит на колумбийската телевизия „RCN“, „Кафе с аромат на жена“. Тази теленовела поставя началото на световния пробив към колумбийските сериали, чийто връх е „Грозната Бети“. На седемнадесет години приема роля в мексиканския сериал „На север от сърцето“ и се премества да живее в Мексико съвсем сама. После играе и в двете държави – Колумбия и Мексико. Откакто през 2000 г. се снима в теленовелата „Отмъщението“, Дана живее в Маями. За себе си актрисата признава, че е доста самотен човек. Вечните курсове и постоянните смени на местоживеенето свързани с договорите ѝ с телевизионните компании, пречат на Дана да се научи да се сприятелява и до днес, както твърди тя, няма приятели. Освен че е саможива, Дана се оценява и като „непоправима романтичка“ и вярва, че в живота се явява принцът на бял кон.
Дана Гарсия се радва на много творчески успехи. Актрисата изпълнява само главни роли в теленовели, но не защото е капризна, а защото продуцентите ѝ предлагат само главни роли. В „Трима братя, три сестри“ Дана изпълнява ролята на Норма Елисондо, втората от сестрите Елисондо, която се влюбва в Хуан Рейес.
След успеха на „Трима братя, три сестри“ красавицата приема участие в теленовелата „Изпитание на любовта“. Партнира си с един от най-талантливите актьори – Мигел Варони, съпруг на Катрин Сиачоке. През годините актрисата участва с главни роли в редица успешни продукции като „Разбито сърце“, „Предателство“, „Удар в сърцето“, „Гибелна красота“, „Някой те наблюдава“, „Каква красива любов“ и „Тексаската Камелия“, където взима кратко и специално участие.

## Номинации и награди
- Номинирана за най-добра детска роля в „Захар“
- Номинирана за най-добра актриса 2003 г.
- Трето място в американските награди за теленовели
- Първо място за най-добър сериал – „Трима братя, три сестри“ в Колумбия (през 2004 г.)
- „Изпитание на любовта“ – най-добър сериал на „Телемундо“ за 2004/05
- Обявена за една от най-красивите актриси от латино сериалите за 2005/06 г. Класацията за най-красивите актьори и актриси е публикувана в списанието за сериали – TVyNOVELAS
- Дана Гарсия и Мигел Варони – най-романтична двойка в „Изпитание на любовта“ в България
- „Разбито сърце“ – най-добър сериал на „Телемундо“ в Мексико за 2006 година

Дана Гарсия продължава да жъне успехи, но не само в теленовелите. Красавицата става рекламно лице на козметичните гиганти „Гарниер“ и „Мейбълийн“. Тя е първата латиноамериканска актриса достигнала такава висина. Заедно с две от американските ѝ колежки представят кампанията „Glamour girls“.

## Филмография
- Осмелявам се да те обичам (Me atrevo a amarte) (2025) – Оливия Агилар де Пас
- Amores que engañan: Durmiendo con un extraño (2023) – Ингрид
- Amor en Navidad: Una Navidad para recordar (2022) – Марта Бермудес
- Господарят на небесата (El señor de los cielos) (2019-2020) – Виолета Естрея
- Да обичам без закон (Por amar sin ley) (2018) – Фани Кирос
- Амазонките (Las amazonas) (2016) – Диана Сантос Луна / Диана Мендоса Луна
- Непростимо (Lo imperdonable) (2015) – Ребека Рохо Дел Рио
- Път 35 (Ruta 35) (2014) – София[1]
- Тексаската Камелия (Camelia La Texana) (2014) – Роса (специално участие)
- Каква красива любов (Qué Bonito Amor) (2012) – Мария Росарио Мендоса Гарсия
- Някой те наблюдава (Alguien te mira) (2010/2011) – Пиедад Естевес
- Гибелна красота (Bella Calamidades) (2009/2010) – Долорес „Лола“ Кареро
- Удар в сърцето (Un gancho al corazón) (2008) – Валентина Лопес, Монита
- Предателство (La Traicion) (2008) – Соледад де Обрегон
- Разбито сърце (Corazon partido)(2006) – Аура
- Изпитание на любовта (Te voy a enseñar a querer)(2005) – Диана Ривера
- Трима братя, три сестри (Pasion de Gavilanes) (2003-2004; 2022) – Норма Елисондо де Рейес
- За какво говорят жените (Lo que callamos las mujeres)(2002) – Лети
- Отмъщението (La revancha) (2000) – Соледад Сантандер/Мариана Руис
- Говори ми за любов (Háblame de amor) (1999) – Хулия/Химена
- Жестока любов (Perro amor) (1998) – София Сантана
- На север от сърцето (Al norte del corazon) (1997) – Елоиса
- Денят е днес (El dia es hoy) (1996)
- Виктория (Victoria) (1995) – Виктория
- Кафе с аромат на жена (Cafe con aroma de mujer) (1994) – Марсела Вайехо
- Другата ивица на тигъра (La otra Raya del tigre) (1993) – Мануела Сантакрус
- Къщата с двете палми (La casa de las dos palmas)
- Захар (Azúcar)(1989) – Каридад Солас (като дете)
- Al final del arco iris (1989)
- Imaginate
- Noti Tutti Cuanti (1988)